# Конично сечение
Конично сечение в математиката е алгебрична крива от втора степен, която може да се получи от сечението на правилна конична повърхнина с равнина. Видовете конични сечения са били известни още на древните гърци; получават имената си от Аполоний Пергски, който систематично да изследвал свойствата им.

## История
Коничните сечения са били изследвани от много математици на древността.
Учителят на Александър Македонски, Аристотел, открива около 340 г. пр.н.е., че трите криви са сечения на равнина с конус. По времето на Аристотел и Ератостен известният начин за построяване на елипсата, параболата и хиперболата бил като към три различни конуса, наричани съответно „остроъгълен“, „правоъгълен“ и „тъпоъгълен“, се пуска секуща равнина, перпендикулярна на техните образувателни.
Около 225 г. Аполоний Пергски построява трите криви, като фиксира конуса, а пуска секущата равнина под различни към него ъгли.
През 17 век коничните сечения биват описани в декартови координати от Джон Уолис и Ян де Вит, който дава и определенията на термините директриса и фокус на конично сечение.

## Геометрично представяне
Три са видовете конични сечения:
- елипса – затворена крива с два фокуса. Частен случай е окръжността, която се получава при пресичане на прав кръгов конус с равнина, перпендикулярна на оста му.
- парабола – отворена крива с един фокус. Получава се при пресичане на конуса с равнина, успоредна на образувателната му.
- хипербола – отворена крива, състояща се от два клона, има два фокуса. Представлява сечение на двата ръкава на конуса с равнина, която не е успоредна на негова образувателна.

Думите „елипса“, „парабола“ и „хипербола“ произхождат от гръцки език и означават съответно „недостиг“ (έλλειψη), „прилагане“ (παραβαλη) и „излишък“ (ὑπερβολή). Въведени са от Аполоний във връзка с дефинираната от него процедура „прилагане“ за построяване на правоъгълник с дадена основа, равнолицев с друг даден правоъгълник.
В случаите когато равнината минава през върха на коничната повърхнина, се наблюдават различни изродени случаи на конични сечения:
- права линия – когато равнината допира коничната равнина и сечението на двете представлява образувателна на конуса.
- двойка пресечни прави – когато равнината сече конуса под по-малък ъгъл, от този между образувателната и оста на ротация.
- точка – когато равнината сече конуса под по-голям ъгъл.

## Аналитично представяне. Представяне като геометрично място на точки
Друг начин за дефиниране на коничните сечения е посредством точка и права. Нека F е фиксирана точка в равнината, а d – права, неминаваща през F. Нека М е произволна точка и за нея разгледаме разстоянията MF и MM' до правата d (където {\displaystyle \textstyle {M'\in d,MM'\perp d}}) и по-специално тяхното отношение: {\displaystyle {\frac {\mid MF\mid }{\mid MM'\mid }}=e}, наречено ексцентрицитет.
Множеството от точки М в равнината, за които така определеният ексцентрицитет е постоянно число, се нарича конично сечение, точка F – фокус, а правата d – директриса.
Нека е въведена декартова координатна система {\displaystyle O\xi \eta }, такава че {\displaystyle O\eta } съвпада с правата d, оста {\displaystyle O\xi } минава през F. В така подбраната координатна система правата d има уравнение {\displaystyle \xi =0}, а F има координати (p, 0), където p е разстоянието от фокуса F до директрисата d. Така от дефиниционното равенство {\displaystyle {\frac {\mid MF\mid }{\mid MM'\mid }}=e} следва, че {\displaystyle \displaystyle {(\xi -p)^{2}+\eta ^{2}=e^{2}\xi ^{2}}}, което след преобразуване приема вида:
{\displaystyle \displaystyle {(1-e^{2})\xi ^{2}+\eta ^{2}-2p\xi +p^{2}=0}}, което е уравнение от втора степен на двете неизвестни {\displaystyle \xi ,\eta }.
Двата основни случая се определят в зависимост от това дали коефициентът пред {\displaystyle \xi ^{2}} се нулира или не, т.е. в зависимост от това дали ексцентрицитетът е равен на или различен от 1.
1. При {\displaystyle e=1}, уравнението приема вида {\displaystyle \displaystyle {\eta ^{2}-2p\xi +p^{2}=0}}, което след полагането {\displaystyle \displaystyle {\xi =x+{\frac {p}{2}},\eta =y}} а оттам след обратно преобразуване се получава и каноничното уравнение на параболата: {\displaystyle \displaystyle {y^{2}=2px}}
 Оттук и дефиницията на параболата като геометричното място на точки, които са равноотдалечени от точка и права.[5]
2. Нека {\displaystyle e\neq 1}. С полагането на {\displaystyle \displaystyle {\xi =x+\alpha ,\eta =y}} се прави транслация на координатната система, където {\displaystyle \alpha } е неизвестната величина, която подлежи на определяне. След заместването и елементарни преобразувания, следва че {\displaystyle \displaystyle {2\alpha (1-e^{2})-2p=0}}, оттук {\displaystyle \alpha ={\frac {p}{1-e^{2}}}} и {\displaystyle (1-e^{2})x^{2}+y^{2}={\frac {p^{2}e^{2}}{1-e^{2}}}}. Оттук насетне има два случая, в зависимост от е.
  1. При {\displaystyle e<1,1-e^{2}>0} и като разделим на {\displaystyle {\frac {p^{2}e^{2}}{1-e^{2}}}}, при полагане на {\displaystyle a={\frac {pe}{1-e^{2}}},b={\frac {pe}{\sqrt {1-e^{2}}}}} получаваме, че {\displaystyle {\frac {x^{2}}{a^{2}}}+{\frac {y^{2}}{b^{2}}}=1}, което се нарича канонично уравнение на елипсата. 
 Елипсата се определя и като геометричното място от точки, за които сумата от разстоянията до две предварително фиксирани точки е постоянно число (бифокална дефиниция).[5]
  2. При {\displaystyle e>1,{\frac {p^{2}e^{2}}{e^{2}-1}}>0} и като разделим на {\displaystyle {\frac {p^{2}e^{2}}{e^{2}-1}}}, при полагане на {\displaystyle a={\frac {pe}{e^{2}-1}},b={\frac {pe}{\sqrt {e^{2}-1}}}} получаваме, че {\displaystyle {\frac {x^{2}}{a^{2}}}-{\frac {y^{2}}{b^{2}}}=1}, което се нарича канонично уравнение на хиперболата. 
 Хиперболата се определя и като геометричното място от точки, за които абсолютната стойност на разликата от разстоянията до две предварително фиксирани точки е постоянно число (бифокална дефиниция). [5]

И така, трите вида конични сечения се получават в зависимост от стойността на ексцентрицитета, като:
- при {\displaystyle e<1} коничното сечение е елипса, има два фокуса и две директриси,
- при {\displaystyle e=1} коничното сечение е парабола, има един фокус и една директриса,
- при {\displaystyle e>1} коничното сечение е хипербола, има два фокуса и две директриси.

## Свойства
Всяко конично сечение е симетрично спрямо права, минаваща през фокуса и перпендикулярна на директрисата.
| Свойство                                                   | Крива                                                                                                 | Крива                                                                                                   | Крива                                                            |
| ---------------------------------------------------------- | --- | --- | ---------------------------------------------------------------- |
| Свойство                                                   | Елипса                                                                                                | Хипербола                                                                                               | Парабола                                                         |
| Канонично уравнение                                        | {\displaystyle {\frac {x^{2}}{a^{2}}}+{\frac {y^{2}}{b^{2}}}=1}                                       | {\displaystyle {\frac {x^{2}}{a^{2}}}-{\frac {y^{2}}{b^{2}}}=1}                                         | {\displaystyle y^{2}=2px}                                        |
| Ексцентрицитет                                             | {\displaystyle \varepsilon ={\sqrt {1-{\frac {b^{2}}{a^{2}}}}}}                                       | {\displaystyle \varepsilon ={\sqrt {1+{\frac {b^{2}}{a^{2}}}}}}                                         | –                                                                |
| Ексцентрицитет                                             | {\displaystyle 0<\varepsilon _{\text{елипса}}<1} {\displaystyle \varepsilon _{\text{кръг}}=0}         | {\displaystyle \varepsilon _{\text{хипербола}}>1}                                                       | {\displaystyle \varepsilon _{\text{парабола}}=1}                 |
| Координати на фокусите                                     | {\displaystyle F_{1}\left(-a\varepsilon ,0\right);F_{2}\left(a\varepsilon ,0\right)}                  | {\displaystyle F_{1}\left(-a\varepsilon ,0\right);F_{2}\left(a\varepsilon ,0\right)}                    | {\displaystyle F\left({\frac {p}{2}},0\right)}                   |
| Фокални радиуси                                            | {\displaystyle r_{1}=a+\varepsilon x} {\displaystyle r_{2}=a-\varepsilon x}                           | {\displaystyle r_{1}=a+\varepsilon x} {\displaystyle r_{2}=a-\varepsilon x}                             | {\displaystyle r=x+{\frac {p}{2}}}                               |
| Фокален параметър                                          | {\displaystyle p={\frac {b^{2}}{a}}}                                                                  | {\displaystyle p={\frac {b^{2}}{a}}}                                                                    | {\displaystyle p}                                                |
| Директриси                                                 | {\displaystyle x={\frac {a}{\varepsilon }};x=-{\frac {a}{\varepsilon }}}                              | {\displaystyle x={\frac {a}{\varepsilon }};x=-{\frac {a}{\varepsilon }}}                                | {\displaystyle x=-{\frac {p}{2}}}                                |
| Тангента към кривите в точка ({\displaystyle x_{0},y_{0}}) | {\displaystyle {\frac {x_{0}}{a^{2}}}x+{\frac {y_{0}}{b^{2}}}y=1}                                     | {\displaystyle {\frac {x_{0}}{a^{2}}}x-{\frac {y_{0}}{b^{2}}}y=1}                                       | {\displaystyle y_{0}y=p\left(x+x_{0}\right)}                     |
| Правата {\displaystyle Ax+By+C=0} е тангента, когато:      | {\displaystyle a^{2}A^{2}+b^{2}B^{2}=C^{2}}                                                           | {\displaystyle a^{2}A^{2}-b^{2}B^{2}=C^{2}}                                                             | {\displaystyle B^{2}={\frac {2A}{p}}}                            |
| Нормала към кривите в точка ({\displaystyle x_{0},y_{0}})  | {\displaystyle {\frac {y-y_{0}}{x-x_{0}}}={\frac {a^{2}y_{0}}{b^{2}x_{0}}}}                           | {\displaystyle {\frac {y-y_{0}}{x-x_{0}}}=-{\frac {a^{2}y_{0}}{b^{2}x_{0}}}}                            | {\displaystyle {\frac {y-y_{0}}{x-x_{0}}}=-{\frac {y_{0}}{p}}}   |
| Параметрични уравнения                                     | {\displaystyle x=a\cos \theta }; {\displaystyle y=b\sin \theta }                                      | {\displaystyle x=a\ ch\ \theta }; {\displaystyle y=b\ ch\ \theta }                                      | {\displaystyle x=t,t\geq 0}; {\displaystyle y=\pm {\sqrt {2pt}}} |
| Полярно уравнение                                          | {\displaystyle \varphi ={\frac {p}{1-\varepsilon \cos \theta }}}                                      | {\displaystyle \varphi ={\frac {p}{1-\varepsilon \cos \theta }}}                                        | {\displaystyle \varphi ={\frac {p}{1-\varepsilon \cos \theta }}} |
| Координати на върховете                                    | {\displaystyle \left(-a,0\right);\left(0,b\right)} {\displaystyle \left(a,0\right);\left(0,-b\right)} | {\displaystyle \left(-a,0\right);\left(0,ib\right)} {\displaystyle \left(a,0\right);\left(0,-ib\right)} | {\displaystyle \left(0,0\right)}                                 |

## Методи и инструменти за чертане
Първите инструменти за изчертаване на елипси вероятно са изобретени от Прокъл и Исидор Милетски през 5 – 4 век пр.н.е. Представлявали са проста конструкция с конец, която работи на принципа на бифокалната дефиниция на елипсата.
Друг метод за изчертаване на елипси е наречен по името на Архимед. При него се взима отсечка АС, върху която се отбелязва точка В. Когато точките А и В се движат съответно по две пресичащи се прави оси, „пишещият“ елемент в точка С изчертава елипса.

## Приложения
Приложение коничните сечения имат в астрономията: те участват в математическия апарат, с който Кеплер и Исак Нютон описват движението на планетите. Кеплер формулира закона, че планетите се движат по елипсовидна орбита, в единия фокус на която се намира Слънцето. По-общо, всички небесни тела, които се намират под въздействието на слънчевата гравитация и върху които не оказват влияние други сили, се движат по орбита с форма на някое конично сечение, за което Слънцето е фокус. Непериодичните комети се движат по парабола и хипербола, а периодичните – по силно издължени елипси.